# Johann Friedrich Krigar
Johann Friedrich Krigar (ur. 21 listopada 1774 w Zagwiździu, zm. 1 kwietnia 1852 w Berlinie) – konstruktor pierwszej lokomotywy parowej na świecie wybudowanej poza Wielką Brytanią, kolebką kolejnictwa.

## Życie i działalność
Johann Friedrich Krigar przyszedł na świat 21 listopada 1774 r. w Zagwiździu, jako syn mistrza odlewniczego i hutniczego. Przygotowanie zawodowe zdobył w hutach w Ozimku i Zagwiździu, następnie pełnił funkcję inspektora hutniczego. W 1804 Krigar został powołany przez ministra Friedricha Wilhelma von Redena na dyrektora Królewskiej Odlewni Żeliwa w Berlinie (jej oddziałem była Królewska Odlewnia Żeliwa w Gliwicach). Dziesięć lat później, w 1814 r., został wysłany na koszt państwa na tajną misję do Anglii, gdzie studiował dokładnie budowę czterech lokomotyw zębatych, zbudowanych przez Johna Blenkinsopa i eksploatowanych w Zakładach Górniczych Middleton w Leeds.
W 1816 r. Pruski Zarząd Górnictwa zlecił Krigarowi budowę parowozu zębatego, w oparciu o dokonane obserwacje. Wiosną tego samego roku Królewski Wyższy Urząd Górniczy dla Śląska (niem. Königliches Oberbergamt für Schlesien) postulował władzom centralnym zastosowanie wynalazku do transportowania węgla z zagłębia wałbrzyskiego w stronę portu w Malczycach. Gotowa maszyna Krigara – pierwszy parowóz zbudowany poza Anglią, w kontynentalnej Europie – po prezentacji na pokazach w Berlinie, został przewieziony do Chorzowa, gdzie miał służyć Hucie Królewskiej. Po ponownym złożeniu lokomotywy nie dało się jednak ponownie uruchomić.
Krigar, pracując w Królewskiej Odlewni Żeliwa, zbudował w 1818 roku drugą, większą lokomotywę, opartą na wcześniejszym projekcie. W 1819 r. maszyna trafiła do Völklingen w Zagłębiu Saary, gdzie do października 1821 r. pracowała jako kolejka kopalniana w zakładach górniczych Geislautern, przechodząc w międzyczasie kilka napraw. Również ta lokomotywa nie była regularnie używana, prawdopodobnie z powodu niezrozumienia zasady działania przez załogę. Maszyna została ostatecznie ustawiona przed biurowcem kopalni, następnie w 1836 r. trafiła na złom.
Krigar został później mianowany starszym radcą górniczym.
Zmarł 1 kwietnia 1852 w swoim domu przy Marienstraße 15 w Berlinie.